# إسماعيل بن محمد بن سعد بن أبي وقاص
إسماعيل بن محمد بن سعد بن أبي وقاص أبو محمد المدني القرشي الزهري المدني، هو مُحدث ثقة حجة من التابعين، جده هو الصحابي سعد بن أبي وقاص، قتل الحجاج بن يوسف الثقفي أباه لقيامه مع ابن الأشعث، وكان حينها صغيرًا، فبعث به الحجاج إلى عبد الملك بن مروان، فعفا عنه لكونه لم يكن أنبت. توفي في عام 134 هـ في خلافة أبي العباس السفاح. روى له الجماعة، سوى أبي داود.

## أسرته
- أمه أم ولد
- أبناؤه: أبو بكر، وأُمَّ محمد، وأُمَّ كلثوم، وأُمَّ القاسم؛ وأُمُّهم أُمُّ سليمان بنت عبد الله بن عبيد الله بن عاصم بن عمر بن الخطاب، وحفصةَ بنت إسماعيل؛ وأُمُّها أُمُّ عَمْرو بنت عبيد الله بن عبد الله بن عمر بن الخطاب.[2]

## روايته للحديث
- روى عن: أنس بن مالك، وحمزة بن المغيرة بن شعبة، وحميد بن عبد الرحمن بن عوف، وسالم بن عبد الله بن عمر، سعيد بن عبيد بن السباق، وعامر بن سعد بن أبي وقاص، وعبد الله بن شداد بن الهاد، وعروة بن المغيرة بن شعبة، وقزعة بن يحيي، ومحمد بن سعد بن أبي وقاص، ومصعب بن سعد بن أبي وقاص، ونافع مولى ابن عمر، وأبي بكر بن سليمان بن أبي حثمة.
- روى عنه: سفيان بن عيينة، وسليمان بن بلال، وصالح بن كيسان، وعبد الله بن جعفر المخرمي، وعبد الله بن عبد الرحمن بن سعد بن مخرمة، وعبد الرحمن بن أبي بكر بن أبي مليكة، وعبد العزيز بن عبد الله بن أبي سلمة الماجشون، وعبد العزيز بن عمر بن عبد العزيز، وعبد الملك بن عبد العزيز بن جريج، وعبد الواحد بن أبي عون، وعثمان بن حفص بن خلدة الزرقي، ومالك بن أنس، ومحمد بن أبي حميد المدني، وابن شهاب الزهري، ومصعب بن ثابت بن عبد الله بن الزبير بن العوام، ابنه أبو بكر بن إسماعيل بن محمد بن سعد بن أبي وقاص.[1][3]
- منزلته في الجرح والتعديل: قال محمد بن سعد البغدادي: «ثقة»،[2] وقال يحيى بن معين: «ثقة حجة»، وقال سفيان بن عيينة: «كان من أرفع هؤلا»ء. وقال يعقوب بن شيبة: «كان من فقهاء المدينة».[1]